# Alexander Sadebeck
Alexander Sadebeck (ur. 26 czerwca 1843 we Wrocławiu, zm. 9 grudnia 1879 w Hamburgu) – niemiecki mineralog, geolog i muzealnik.
Był synem geodety i kartografa Moritza Sadebecka oraz bratem botanika i mykologa Richarda. Absolwent Gimnazjum św. Marii Magdaleny we Wrocławiu, a następnie geologii oraz mineralogii Königliche Universität Breslau. W roku 1865 obronił rozprawę doktorską na uniwersytecie berlińskim i od tego roku pracował na tej uczelni w muzeum mineralogicznym, najpierw jako kustosz, a po zrobieniu habilitacji zatrudniony został tam od 1869 do 1872 jako privatdozent. W 1872 objął posadę profesora mineralogii w Kilonii.
Główną specjalizacją naukową Sadebecka była mineralogia i krystalografia minerałów, jednak prowadził też badania geologiczne, m.in. jury na Pomorzu, a także opracował materiały geologiczne (w tym sporządził mapę geologiczną) pozyskane przez ekspedycję von Deckena do wschodniej Afryki.